# Yuly Monción
Yuly Monción Fermín (Santiago Rodríguez, República Dominicana, 24 de diciembre de 1961) es una artista plástica dominicana, considerada como una de las pintoras más destacadas de fines del siglo XX y principios del XXI en su país.

## Biografía
Es hija de Ana Josefa Fermín de Monción y Fernando Monción. Estudió Arte Publicitario en la Universidad Autónoma de Santo Domingo, mas, sin embargo, esta carrera era la forma de poder estudiar lo que le apasionaba, la pintura. Viviendo en una cultura patriarcal, para su madre la pintura no era una carrera significativa, por lo que tuvo que entrar a la universidad en una carrera que la acercara a lo que más quería hacer: Artes Plásticas. Desde que estaba en la universidad, en 1985, ya pintaba acuarelas y las vendía, con lo cual se mantenía durante su vida de estudiante; y cuando empezó a trabajar en la restauración de la Catedral Primada de América, fue otro paso para ella continuar incursionando en el arte. 
A principios de los años 90, tuvo su primera exposición colectiva de mujeres, junto a otras artistas dominicanas como Eneyda Hernández, Grecia Rivera, Rosario Marrero, Mary Bueno, Luz Severino, Arelis Rodríguez, entre otras. Luego de esto, se casó con Marco Herrera, con quien procreó su hija, Laura Herrera Monción y se retiró a su pueblo natal, Santiago Rodríguez, mas, su pasión por la pintura y entregar su arte al mundo, la motivaron a dejar nuevamente su provincia.
En el año 1993 fue a estudiar a Santiago de Cuba, Cuba, donde reforzó sus conocimientos aprendiendo de maestros como Omar Puentes, Antonio Fernández Seoane, Antonio Lescay Merencio, en el taller cultural, mirando, viendo todo lo que hacían y como lo hacían. Su obra fue bien recibida por la crítica en Cuba. Uno de sus maestros, Seoane, le decía “aprovecha y mira, solo mira, no pintes”, y eso hizo, hasta regresar a su país natal donde tuvo su primera exposición individual en el año 1994, en Casa de Bastidas, llamada “En torno a la lluvia”.  Ha mantenido su vínculo con Cuba, participando en talleres de Artes plásticas, siendo elogiada por la crítica de arte cubana. Para ella fue muy valiosa e importante la acogida recibida en casa de la artista plástica Rosa Ramos. 
Perteneciente al Colegio Dominicano de Artistas Plásticos. Es una pintora de gran talento y cuya obra es una importante contribución a la plástica latinoamericana y del Caribe. En Yuly Monción República Dominicana tiene una gran representante en las artes plásticas a nivel mundial. Sus obras se encuentran en museos, y en manos de coleccionistas, tanto a nivel nacional como internacional.

## La pintura de Yuly Monción
Estilísticamente, integra elementos pictóricos del neofigurativismo y del expresionismo abstracto.
El universo de lo cotidiano confluye en toda su pintura, de manera explícita y otras veces implícita, consciente de que es en el territorio de las pequeñas historias donde permanece depositada la esencia de la individualidad. Para Moción la pintura es el medio de expresión que le permite dominar lo que le acontece y sobre todo, buscar una forma de ordenar su alrededor, representando situaciones concretas de la vida del país, a menudo caóticas. 
Esta pintora se enfoca en la necesidad de un arte que exprese y entre de lleno en la realidad de la persona, identificándose con vivencias auténticas, remotas o cotidianas, con otro tipo de realidades, desde fábulas basadas en el bagaje sociocultural, hasta asociaciones relacionadas con su propio entorno. En su pintura, se refleja el amor y pasión por el arte, alcanzando el sentido pleno a la distancia, tanto física como mental, donde cada ángulo y posición nos transporta al pleno que queramos observar.

## Exposiciones
A lo largo de su carrera, Yuly Monción ha realizado exposiciones individuales y colectivas en República Dominicana, Latinoamérica, Europa y Estados Unidos, destacándose por su particular técnica mixta, con la cual refleja las realidades de la cultura de su país. Colaborando junto a organizaciones feministas en exposiciones colectivas para destacar la presencia y protagonismo de la mujer artista dominicana. 

### Individuales
- Entorno a la lluvia, Voluntariado de las Casas Reales (actual Casa de Bastidas), República Dominicana, 1991-1992.
- Parpadeos, Voluntariado de las C
- Casas Reales (actual Casa de Bastidas), República Dominicana, 1994.
- Extremadura, Galería Lausín y Blasco, Zaragoza, España, 1999-2000.
- Galería de Arte Imagen, La Coruña, Galicia, España, 2005.
- Mar de Ojos, Quinta Dominica, Santo Domingo, República Dominicana, 2007.
- Los Gallos ya no Cantan, Galería Principal de Arte Altos de Chavón y Publicitaria Pagés, República Dominicana, 2007.
- Tejimaní, Galería Principal de Arte Altos de Chavón, La Romana, República Dominicana, 2008.
- BGMoca, Bohemian Gallery. Montevideo, Uruguay, 2015.
- El Ciudadano, Galería Principal de Arte Altos de Chavón, La Romana, República Dominicana, 2017.

### Colectivas
- Encuentro de Generaciones, Casa de Francia, Santo Domingo, República Dominicana, 1990.
- Mujeres en Transición, Colegio Dominicano de Artistas Plásticos, 1991.
- Tesoro del Arte, Museo de Arte Moderno, Santo Domingo, República Dominicana, 1997.
- Grands et Jeunes d’aujourd’hui, exposición itinerante, Espace Eiffel-Branly, París, Francia, 1995.
- Arte en las embajadas, Embajada de los Estados Unidos,  Santo Domingo, República Dominicana, 2012.
- Exposición de la mujer, Auditorio Banco Central, 2015.
- Map of the New Art, Fundación Giorgio Cinisep, Isla de San Giorgio Maggiore, Venecia.  2015

## Premios
Yuly Monción ha sido reconocida a nivel nacional e internacional por su valor en las artes plásticas. Algunos de los premios y reconocimientos que ha recibido a lo largo de su carrera artística son:  
- Mención de Honor, "Iniciación de la Duda", Bienal Nacional de Artes Visuales, Museo de Arte Moderno, Santo Domingo, República Dominicana, 1994.
- Mención de Honor, Concurso Internacional de Dibujo, Galería de Arte Arawak, 1995.
- Mención Especial, “III Concurso Nacional de Pintura Hoteles Barceló”, Galería de Arte Arawak, Santo Domingo, República Dominicana, 1996.
- Adquisición de Obras, Bienal Museo de Arte Moderno, Santo Domingo, República Dominicana,1996.
- Mención de Honor, "Juegos Vedados",  Bienal Nacional de Artes Visuales, Museo de Arte Moderno, Santo Domingo, República Dominicana, 1998.
- Tercer Premio de Dibujo, “XIX Bienal Nacional de Artes Visuales”, Museo de Arte Moderno, Santo Domingo, República Dominicana, 2000.
- Mención de Honor, “XIX Concurso de Arte Eduardo León Jiménes”, Santo Domingo, República Dominicana, 2002.

## Labor social
Yuly Monción realiza encuentros en escuelas aportando a las y los estudiantes historias motivadoras sobre las artes plásticas y la cultura. Ha sido partícipe en eventos conmemorativos al Día Internacional de la Mujer Trabajadora, 8 de marzo y exposiciones colectivas en conmemoración al Día Internacional de la No Violencia Contra las Mujeres.